# Interprétation transactionnelle de la mécanique quantique
L'interprétation transactionnelle de la mécanique quantique (transactional interpretation of quantum mechanics : TIQM) est une interprétation peu commune de la mécanique quantique qui décrit les interactions quantiques sous la forme d'une onde stationnaire formée par la combinaison d'une onde précédant la particule (en avance dans le temps) et d'une onde suivant la particule (en retard dans le temps), elle décrit tout évènement quantique comme étant une « poignée de main » entre l’onde avancée et l’onde retardée. Cette interprétation a été proposée pour la première fois par John G. Cramer en 1986. Il indique que cette façon de voir les choses est plus intuitive, évite le problème philosophique du rôle de l'observateur dans l'interprétation de Copenhague, et résout divers paradoxes quantiques,. Cramer utilise l'interprétation transactionnelle dans son cours de mécanique quantique à l'université de Washington à Seattle.
L'existence d'ondes avancées et retardées en tant que solutions admissibles aux équations de Maxwell fut déjà proposée par Richard Feynman et John Archibald Wheeler en 1945 voire la théorie de l'absorbeur de Wheeler et Feynman (et sont cités dans l'article original de John Cramer). Cela leur a permis de résoudre le problème de la self énergie de l'électron. Cramer a repris l'idée des deux ondes pour son interprétation transactionnelle de la théorie quantique. Alors que l'équation de Schrödinger ordinaire n'admet pas de solutions avancées, sa version relativiste le permet, et ce sont ces solutions qui sont employées pour l'ITMQ.
Supposons une expérience similaire aux fentes de Young où l'on installe deux détecteurs pour déterminer par quelle fente est passée la particule (un photon par exemple) qui a été émise par une source. Selon l'ITMQ, la source émet une onde conventionnelle (retardée) qui avance dans le temps, l'"onde de reconnaissance", quand cette onde atteint les détecteurs, chacun répond avec l'onde avancée, l'"onde de confirmation", qui remonte le temps, en retournant vers la source. Les phases des ondes de reconnaissance et de confirmation sont corrélées de telle manière qu'elles interfèrent positivement pour former une onde de pleine amplitude dans la région de l'espace-temps située entre le moment de l'émission et celui de la détection. À l'inverse, ces ondes s'annulent partout ailleurs dans l'espace-temps (c'est-à-dire avant l'émission et après la détection). La taille de l'interaction entre l'onde de reconnaissance et l'onde de confirmation du détecteur détermine la probabilité avec laquelle la particule frappera un détecteur plutôt que l'autre.
Dans cette interprétation, l'effondrement de la fonction d'onde ne se produit pas à un moment bien particulier mais est atemporel et se produit tout au long de la translation, c'est-à-dire la zone d'espace-temps où les ondes de reconnaissance et de confirmation interagissent.
Les ondes sont vues comme physiquement réelles, et ne sont pas seulement un dispositif mathématique destiné à être en accord avec les connaissances de l'observateur, comme c'est le cas pour l'interprétation de Copenhague. John Cramer a expliqué que l'interprétation transactionnelle est conforme aux résultats de l'expérience de Marlan Scully, alors que l'interprétation de Copenhague et l'interprétation des mondes multiples ne le sont pas.